# 穆劳拉特考
穆劳拉特考，是匈牙利佐洛州所辖的一个村，总面积12.04平方公里，总人口268，人口密度22.3人/平方公里（2010年1月1日）。